# Censimento

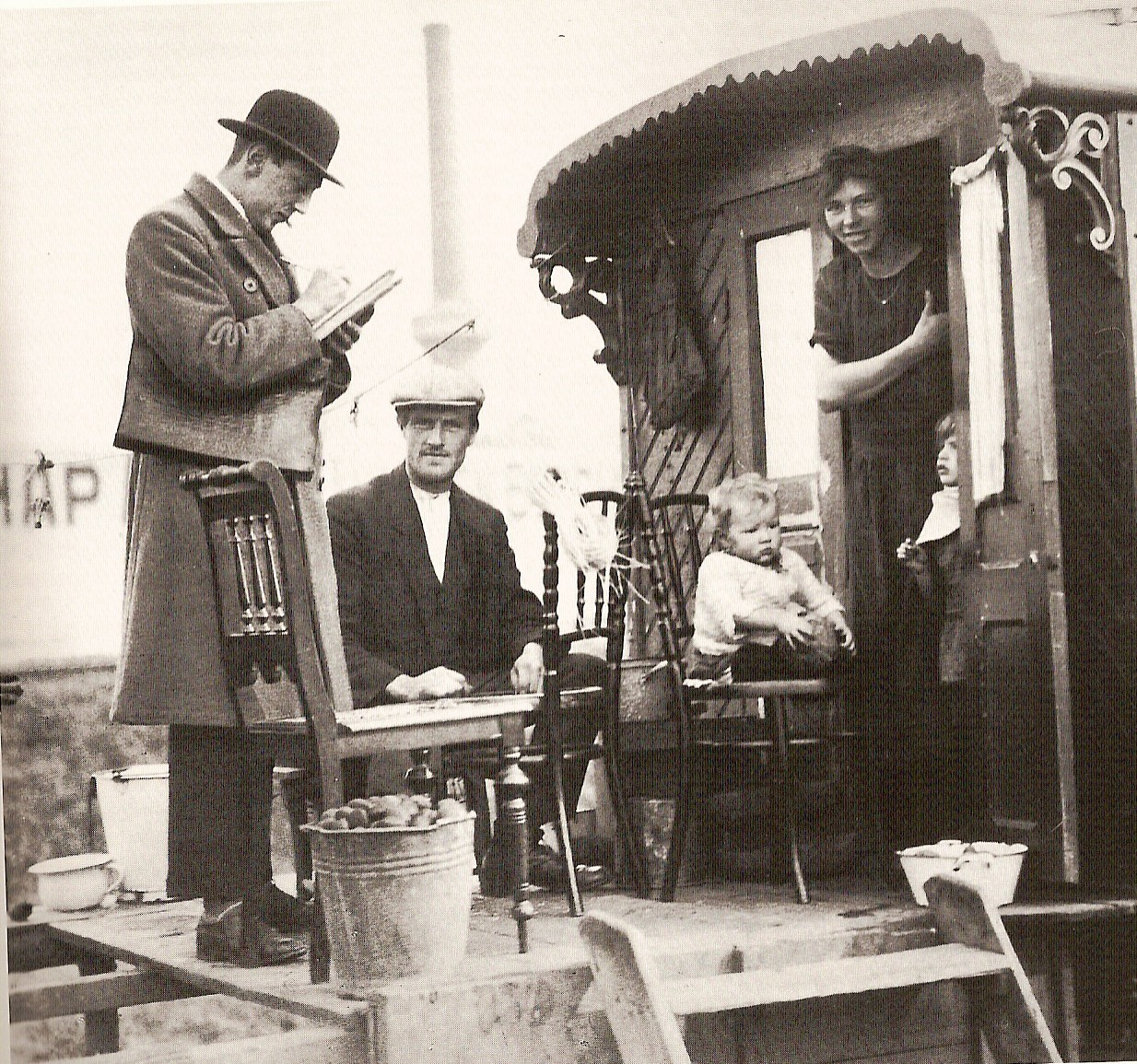
Un addetto sta svolgendo l'attività di rilevazione in una famiglia olandese, nel 1925.

Nell'accezione comune un censimento indica acquisire informazioni sul numero di abitanti e su diverse caratteristiche di una popolazione in un dato momento (come, ad esempio, il numero di persone per nucleo familiare ed eventuali beni posseduti da ciascuna di esse).
Altri censimenti possono riguardare altri aspetti della società o naturali: censimento economico, censimento dell'agricoltura, censimento faunistico.
L'accuratezza dei censimenti può variare anche sensibilmente a seconda delle metodologie o dei contesti.

## Storia
Il termine viene dal latino censere e significa valutare.
Le prime informazioni riguardo a indagini sulla popolazione risalgono addirittura al 3800 a.C. dove i Sumeri affrontavano vere e proprie indagini per misurare la quantità di uomini e beni di cui si poteva disporre. Le informazioni acquisite erano utili soprattutto in caso di guerra o di carestie.
Si sa di censimenti compiuti dalle civiltà mesopotamiche, dagli Egizi, così come dai Greci, dai Cinesi e dal popolo ebraico.
Nella Bibbia si fa riferimento al censimento effettuato da Mosè nel Sinai:il Signore parlò a Mosè, (…), e disse: ‹‹ Fate il censimento di tutta la comunità degli Israeliti, secondo le loro famiglie, secondo il casato dei loro padri, contando i nomi di tutti i maschi, testa per testa, dall'età di venti anni in su, quanti in Israele possono andare in guerra(…)››..
Altri censimenti citati nell'Antico Testamento sono quello svolto mentre gli ebrei erano accampati nelle pianure di Moab (Numeri 26), quello condotto da re Davide (in 2 Samuele 24,1 e Cronache 21,1) e quello di suo figlio Salomone per censire gli stranieri in Israele (2 Cronache 2:17)

### Antica Roma
Nell'antica Roma i censimenti venivano effettuati già dalla fine del VI secolo a.C. e servivano anche per valutare la classe sociale di appartenenza, il ruolo nell'organizzazione militare o politica e la quantità di tasse dovute.
Dionigi riporta come durante il consolato di Aulo Verginio Tricosto Rutilo e Spurio Servilio Prisco (476 a.C.) a Roma si contassero oltre 111.000 cittadini, cui si dovevano aggiungere donne, bambini, schiavi, liberti, che dovevano essere almeno tre volte il numero dei cittadini, per un totale di oltre 440.000 abitanti.
Durante il 465 a.C. a Roma il censimento contò 104.714 romani.
(Tito Livio, Ab urbe condita libri, Libro III, 1, 3.)
Tito Livio racconta come, nel 459 a.C. (in effetti fa riferimento al consolato di Quinto Fabio Vibulano e Lucio Cornelio Maluginense Uritino), si sia concluso il decimo censimento ab Urbe condita, dal quale risultarono 117.319 cittadini romani.
Nel 443 a.C. il Senato romano istituì la magistratura del censore, a cui fu affidato il compito di tenere i censimenti della popolazione, e di tenere i relativi registri, perché era ormai evidente che i consoli, a cui era originariamente affidato questo compito, non riuscivano più ad attendervi.

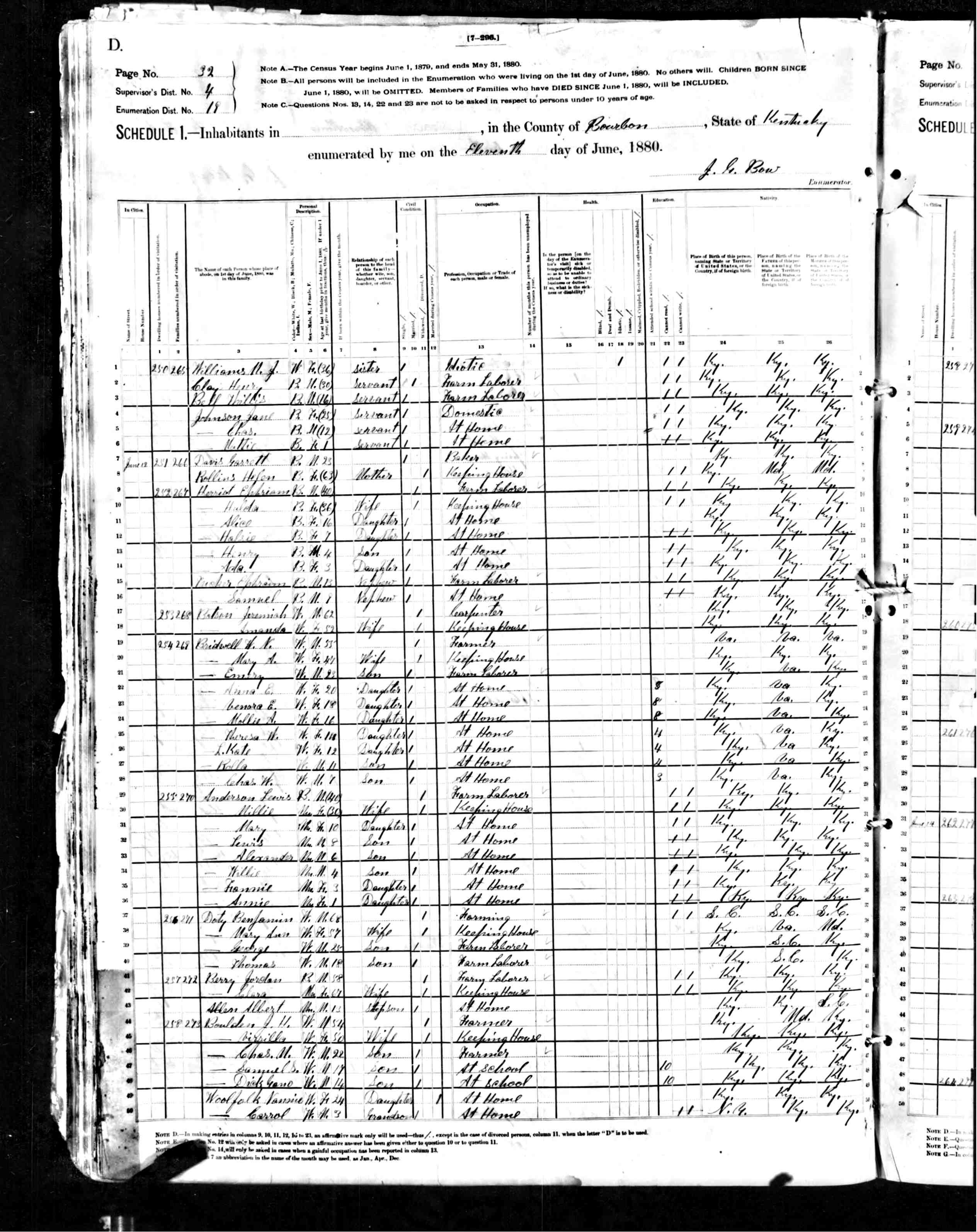
Un censimento risalente al 1880.

Con l'espansione e in seguito l'avvento dell'impero i censimenti vennero estesi anche alle province conquistate, per conoscere meglio le risorse umane ed economiche di cui si era entrati in possesso. Gesù nacque proprio durante uno di questi censimenti ordinati dall'imperatore Augusto tra il 28 a.C. e il 14 d.C.
(Tito Livio, Ab urbe condita libri, Libro IV, 8.)

### Età moderna
In tempi più recenti rilevazioni demografiche più precise e sistematiche si tenevano in città come Venezia, Napoli, Firenze e Siena nel XV e XVI secolo. Si tratta più che altro di rilevazioni catastali (la prima a Firenze, nel 1427), legate a determinare la quantità di imposte da versare, in base alle proprie condizioni patrimoniali.
I primi censimenti moderni, che tengono conto di tutti gli abitanti in uno stesso momento e per tutto il paese, si hanno in Svezia nel 1749 e negli Stati Uniti dal 1790. Il ritmo periodico viene introdotto solo in età contemporanea: i più regolari sono gli Stati Uniti, che eseguono censimenti ogni dieci anni, termine temporale adottato poi in quasi tutti i paesi. Anche il giorno scelto per il censimento è importante: se in passato non si dava peso a questo elemento, oggi si evitano quelle stagioni in cui la mobilità è elevata.

## Censimento in Italia
In Italia il primo censimento ufficiale (conosciuto come censimento generale della popolazione e delle abitazioni) risale al 1861, cioè subito dopo l'Unità d'Italia.
Da quel momento le tornate censuarie si sono susseguite ogni dieci anni con le eccezioni del 1891, per le difficoltà finanziarie in cui versava il Paese, e del 1941, a causa della guerra. Un'altra eccezione è il censimento del 1936, svolto a soli cinque anni dal precedente a seguito di una riforma legislativa del 1930 che ne aveva modificato la periodicità, subito dopo riportata a cadenza decennale e rimasta invariata fino all'ultima rilevazione decennale (ultima rilevazione: 9 ottobre 2011).
Dal 2018 il censimento ha cadenza annuale ed è su base campionaria, come indicato nella lettera dell’Istat spedita appunto al campione di cittadini scelti.
A partire dalla sua fondazione, nel 1926, a occuparsi dei censimenti è l'Istituto nazionale di statistica (Istat).

## Censimento della popolazione in Svizzera
Vengono effettuati anche altri censimenti relativi ad ambiti particolari:
- Censimento dell'industria e dei servizi
- Censimento generale dell'agricoltura

## Censimento in Germania
Un censimento nazionale (in tedesco: Volkszählung) veniva svolto nell'Impero tedesco ogni cinque anni a partire dal 1875 fino al 1910. Dopo le guerre mondiali, si sono tenuti solo pochi censimenti completi della popolazione in Germania, l'ultimo dei quali nel 1987. Il censimento più recente, sebbene non un censimento nazionale, era il censimento dell'Unione Europea del 2011.

## Carenza dei censimenti in alcuni paesi
Molti paesi del mondo non hanno ancora censimenti o li hanno di tipo elementare; in molti casi i registri non esistono o sono in cattivo stato di organizzazione. In alcuni paesi la registrazione è obbligatoria solo per le nascite e per le morti (non esistono, per esempio, statistiche sui matrimoni); altrove è obbligatoria solo per una parte della popolazione. 
La disponibilità di statistiche è particolarmente scarsa in Africa, in Asia e in parte dell'America latina.